# 中坝镇 (礼县)
中坝镇，是中华人民共和国甘肃省陇南市礼县下辖的一个乡镇级行政单位。
2014年，甘肃省民政厅批复同意撤销中坝乡，设立中坝镇。

## 行政区划
中坝镇下辖以下地区：
周家村、格子村、黄河村、新寨村、梁坪村、幸福村、林沟村、集场坝村、俞山村、崖后村、中坝村、黑池庙村、青山村、玉峡村、许魏村、刘李村、共同村、中楼村和庄子村。